# 大坡镇 (高州市)
大坡镇，是中华人民共和国广东省茂名市高州市下辖的一个乡镇级行政单位。位于高州市东部，因镇北的大坡岭得名。民国时期为朗韶乡，1957年置大坡乡，1958年成立大坡公社，1983年改区，1987年建镇。镇政府驻大坡圩。

## 行政区划
大坡镇下辖以下地区：
大坡圩社区、白马村、上良坑村、禾睦村、军堡村、大坪村、鹤垌村、军屯村、周敬村、芹州村、贺口村、良垌村、大旺垌村、清湖村、大榕村、贺亨村、桃杏村、禾田村、高坡村、朋情村、坑塘村、双桥村、格苍村、下垌村、新田村和福州村。